# Thermes Lédonia
Les thermes Lédonia de Lons-le-Saunier sont des thermes (thermalisme) du XIXe siècle sur un « parc thermal Édouard Guénon » de 7 hectares, à Lons-le-Saunier (Ledo salinarius, « ville du sel » en latin) dans le Jura en Franche-Comté. Les thermes sont inscrits aux monuments historiques depuis le 5 décembre 1999 et le parc est inscrit depuis le 20 avril 1993.

## Historique
Depuis le néolithique, le Jura et son actuelle capitale Lons-le-Saunier développent une importante activité économique liée aux vastes gisements souterrains de sel (sel gemme / halite) qui s'étendent le long des premiers reliefs du massif du Jura : salines de Lons-le-Saunier, salines de Salins-les-Bains, saline royale d'Arc-et-Senans (voir histoire du sel du Jura)...

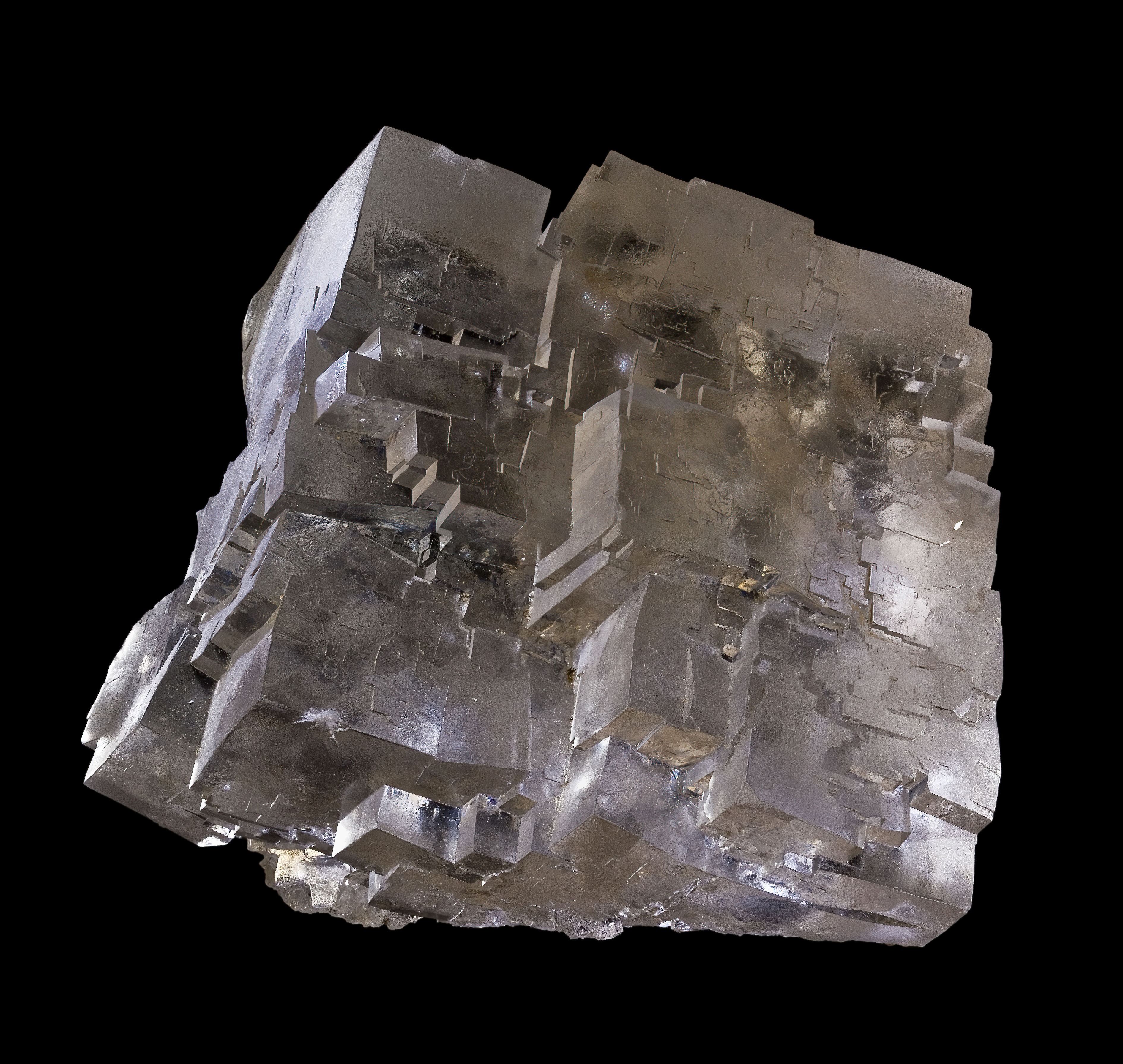
Or blanc ou sel gemme / halite composé de chlorure de sodium du trias supérieur.
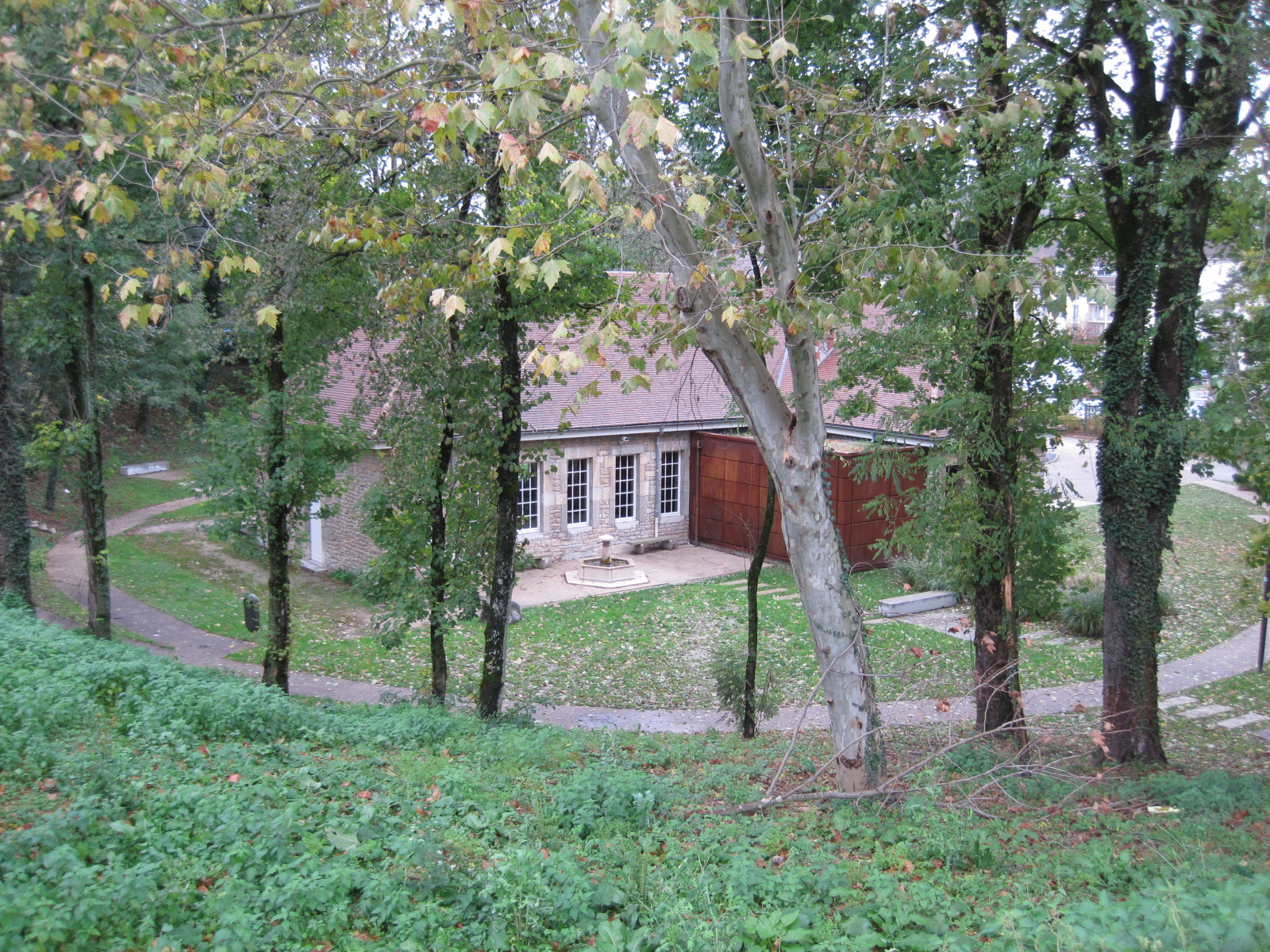
Anciennes salines de Lons-le-Saunier.
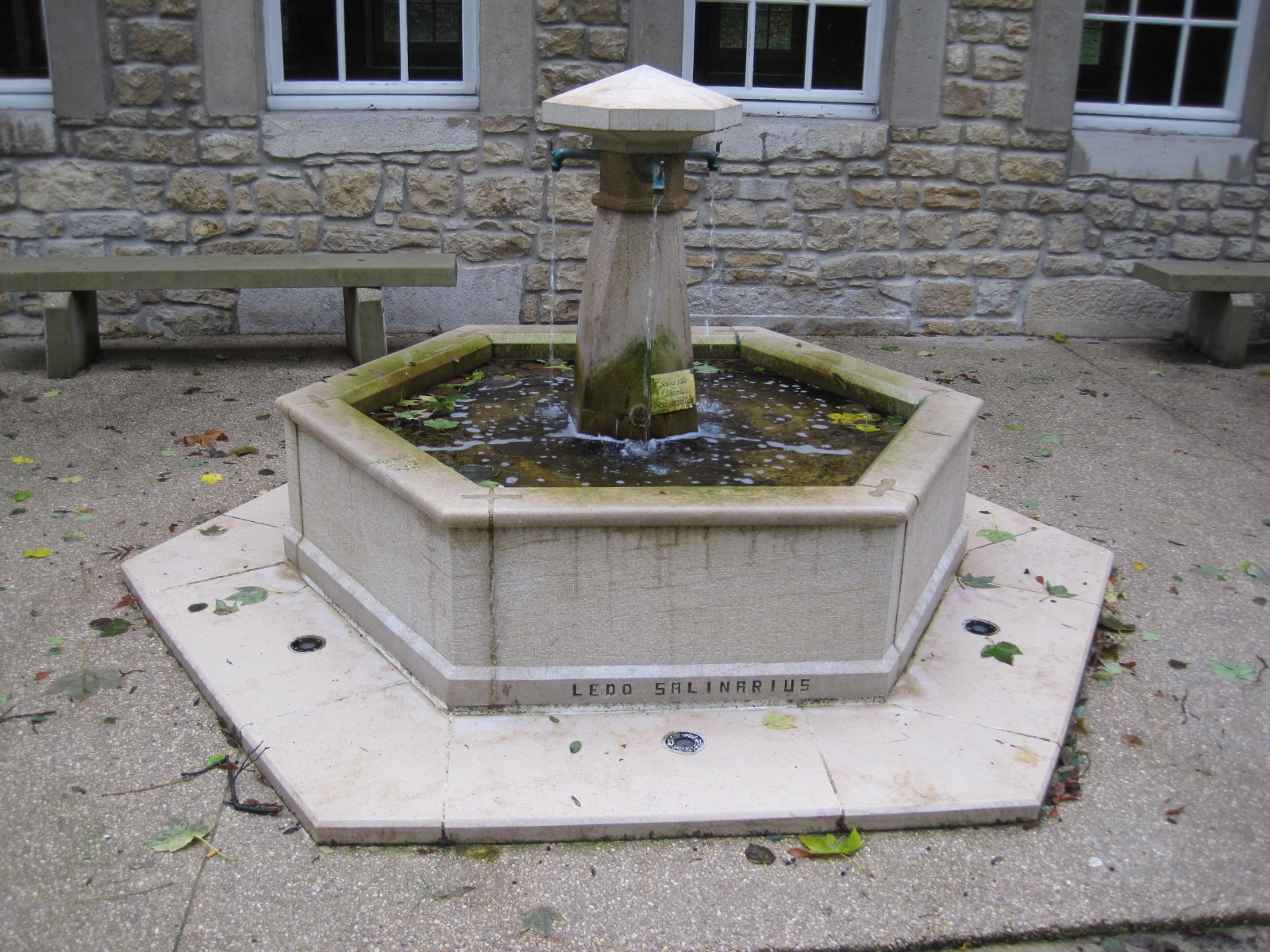
Fontaine du puits-salé.
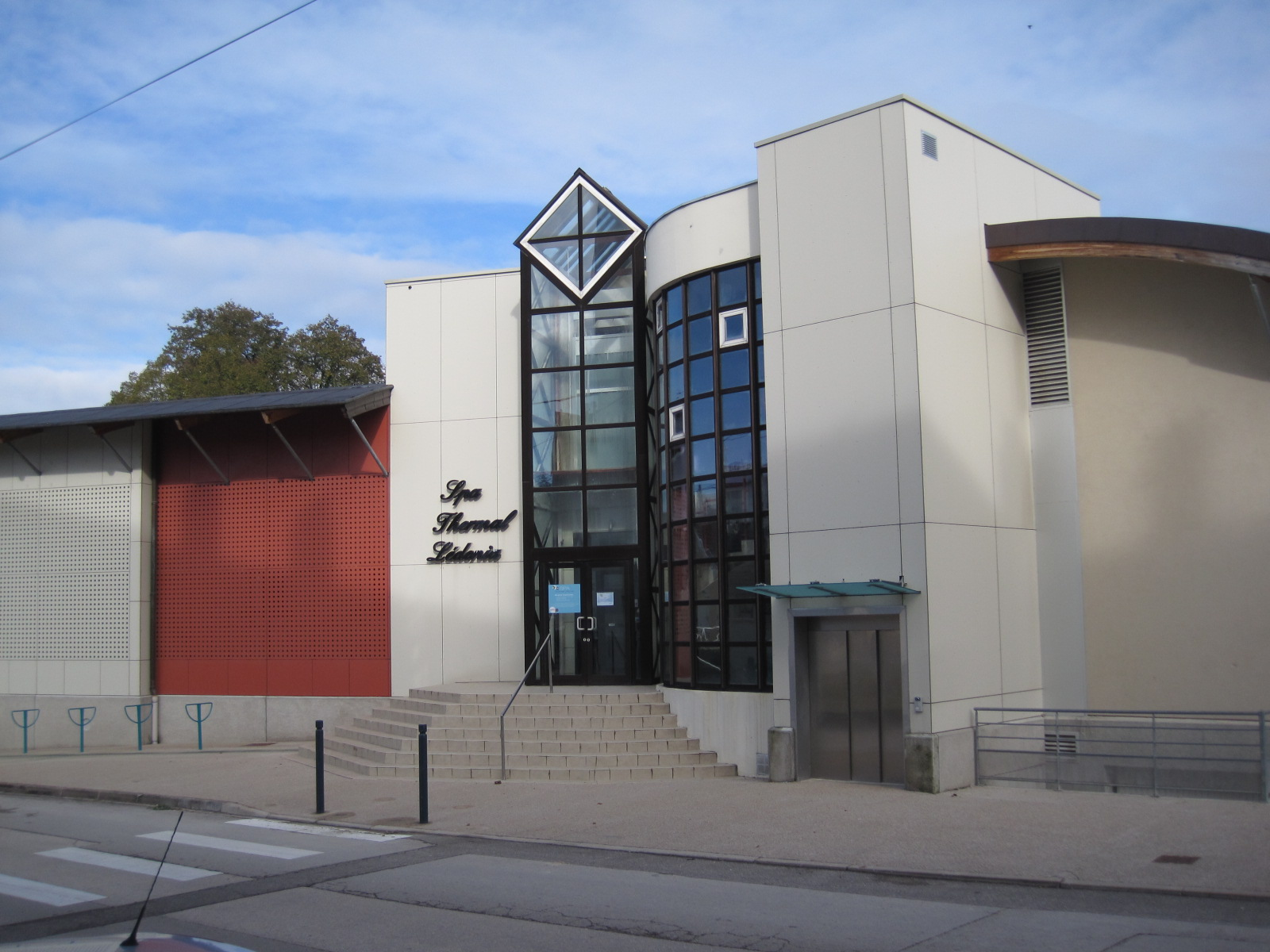
Thermes Lédonia (partie arrière du château).

## Sources d'eaux salées
Lons-le-Saunier, dont l'industrie salifère disparait en 1966, possède trois sources d'eau salée (saumure), à la minéralisation proche de celle de l'eau de mer : « Lédonia », « Chavenay » et « Naparix ». Ses eaux complexes, à minéralisation élevée, sont saturées de plus de 300 grammes de chlorure de sodium par litre, sulfureuses (avec important dégazage de sulfure d'hydrogène à l'émergence), bicarbonatées… Elles contiennent sous forme de traces des oligo-éléments au rôle thérapeutique considérable (fer, cuivre, manganèse, zinc, calcium, magnésium, sélénium, fluor, arsenic…). Ses eaux impropres à la consommation et aux bains sont diluées avec des concentrations adaptées. 

## Thermes Lédonia
En 1892 les « thermes Lédonia » (du nom d'une des trois sources de Lons) sont fondés à Lons-le-Saunier, dans un château sur un vaste parc de 7 hectares, légués à sa disparition par Édouard Guénon, riche habitant de Lons.
Le bâtiment est réalisé par l'architecte parisien Jean Reboul.
Le « parc thermal Édouard Guénon » est dessiné par le paysagiste-architecte Henri Michel (1854-1930). Une canalisation souterraine relie les thermes au Puits-salé et à la source Lédonia voisine.

Parc thermal Édouard Guénon
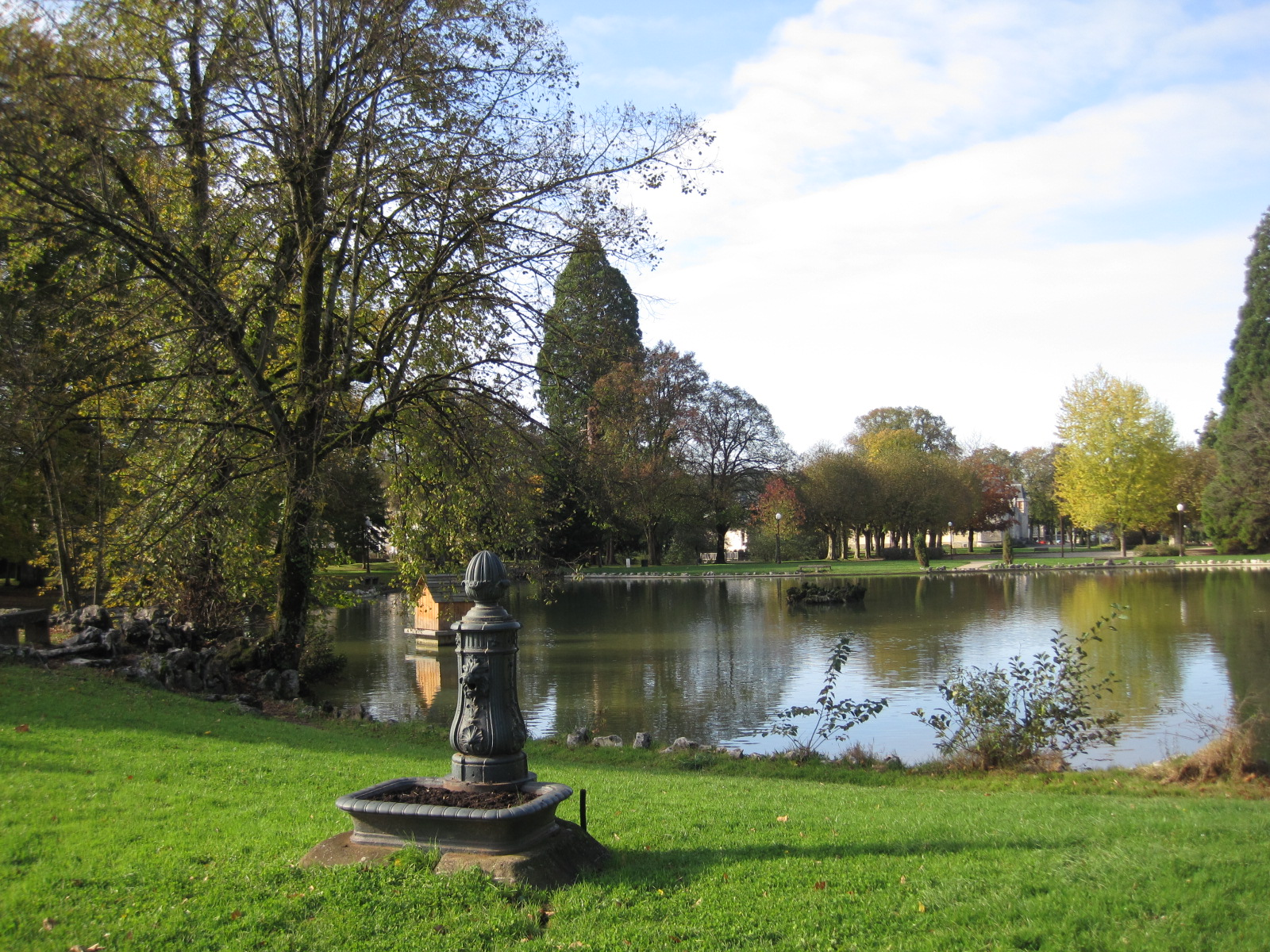
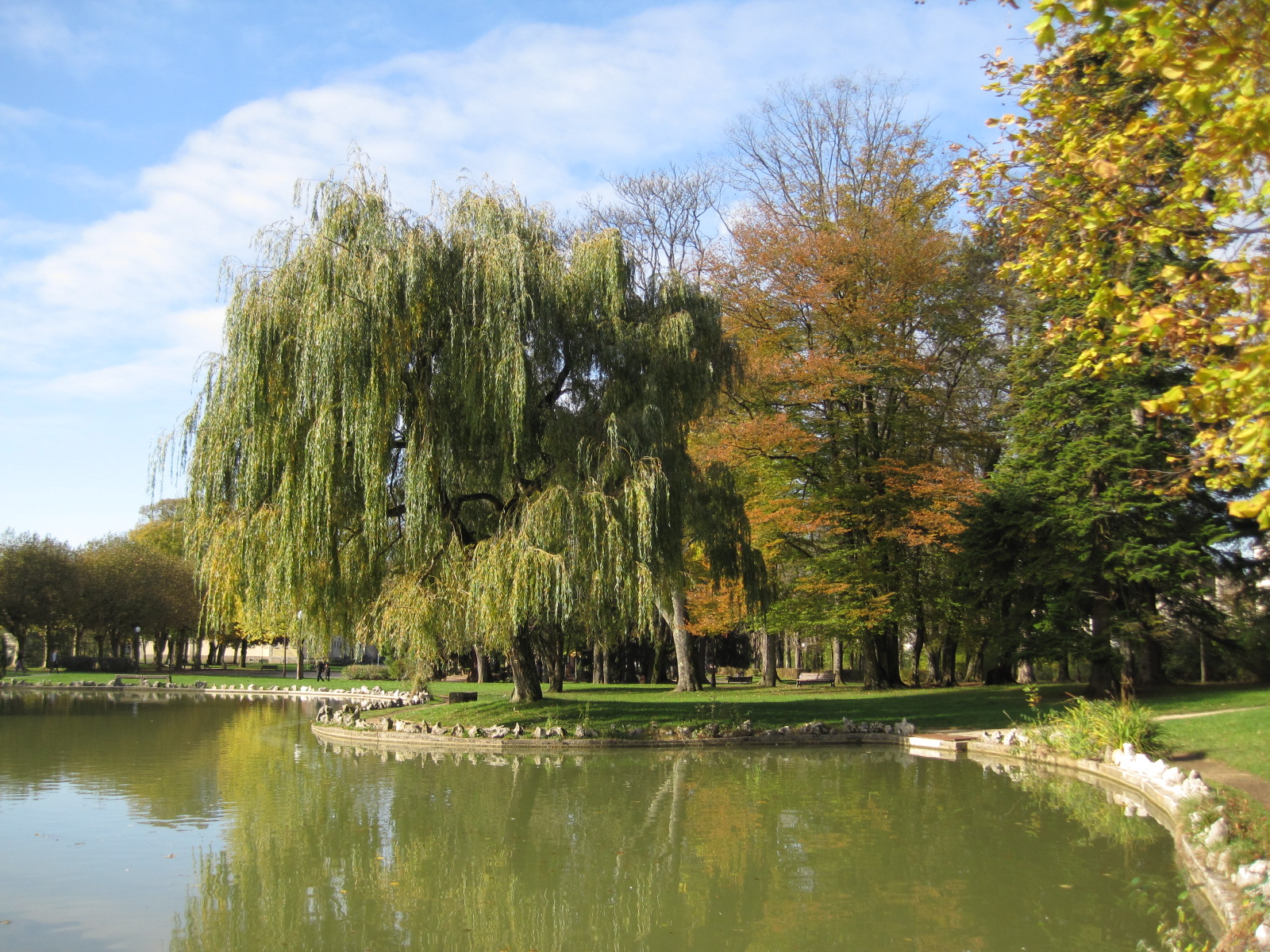
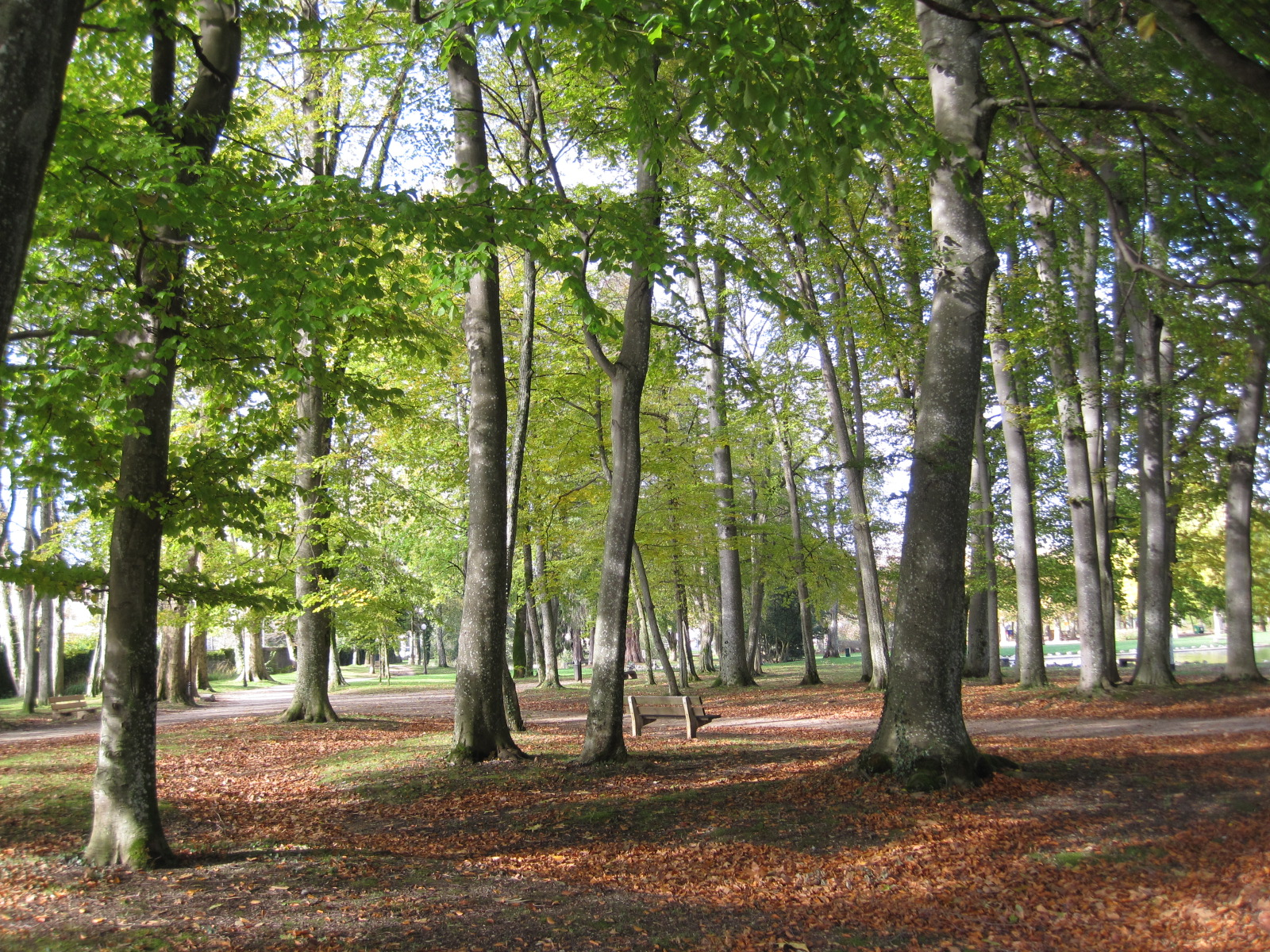
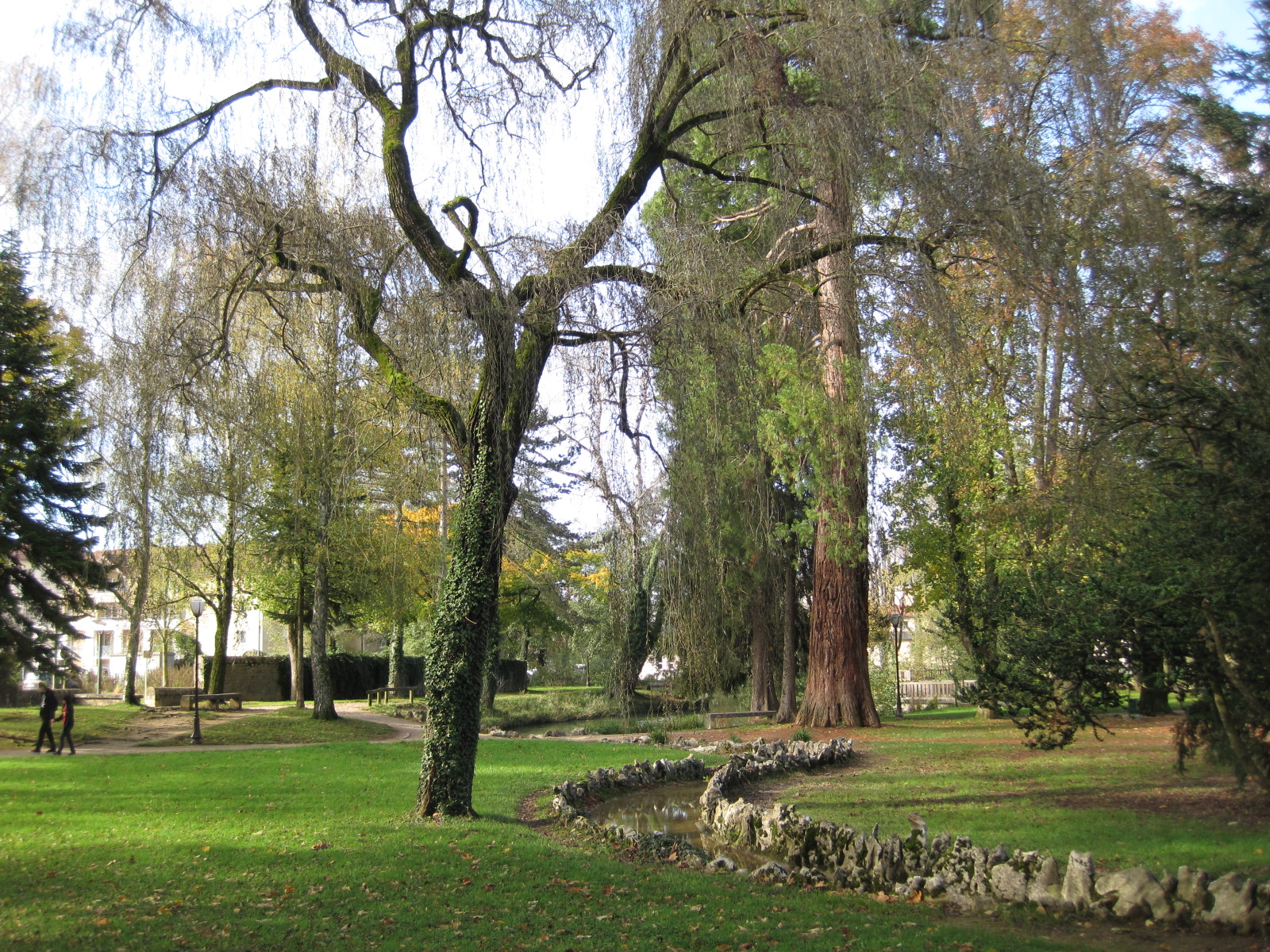
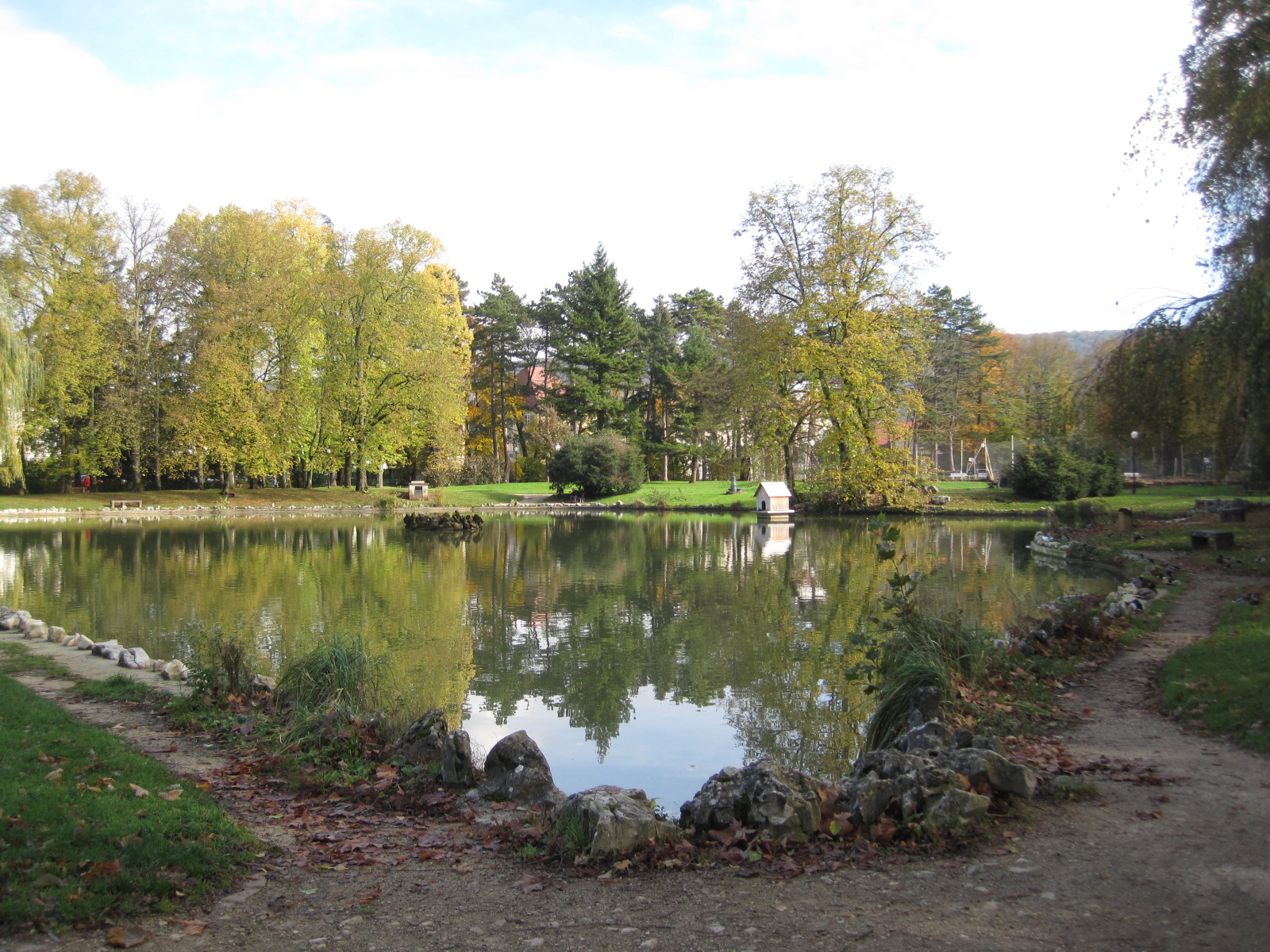
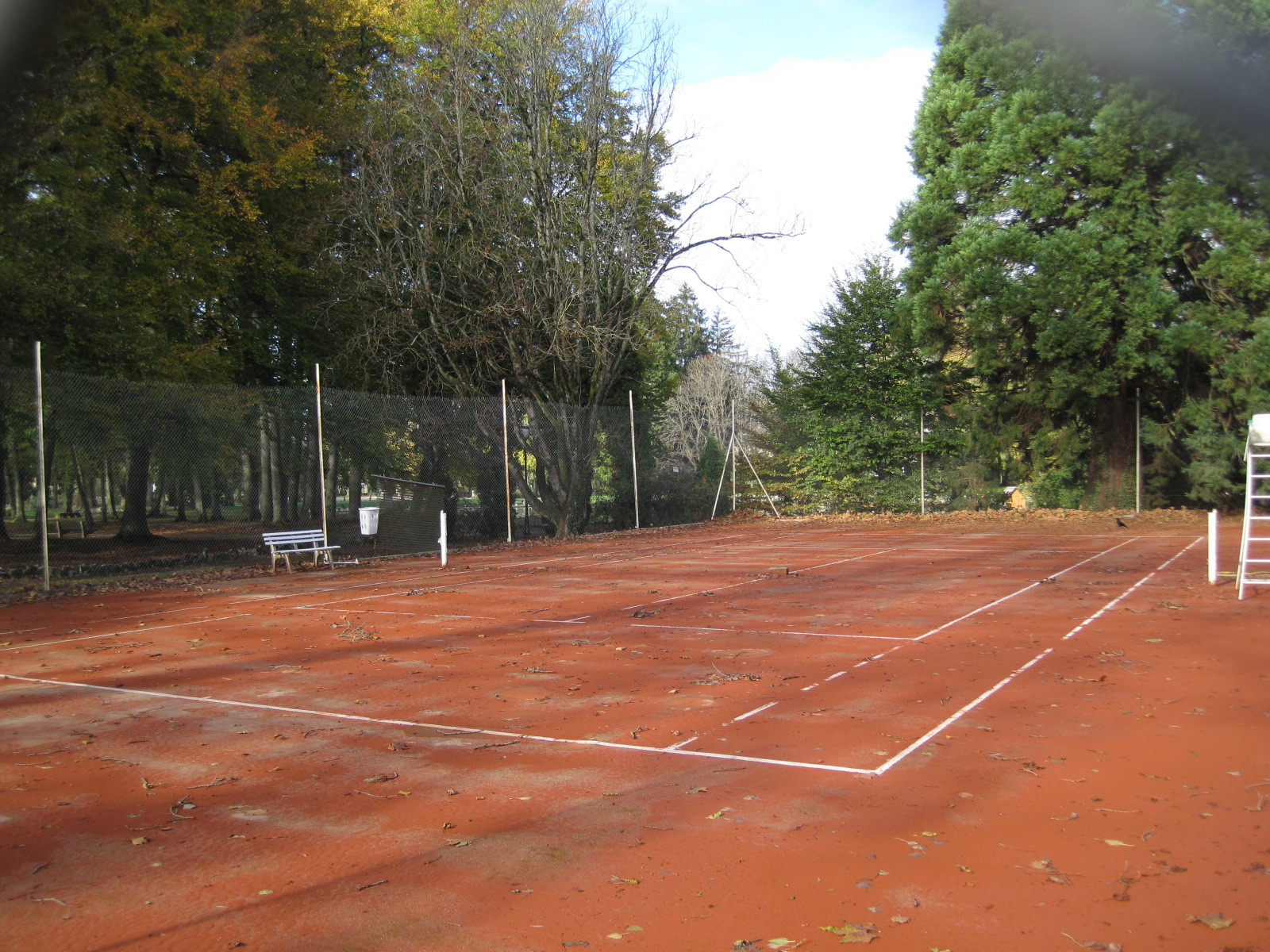

## Bienfaits thérapeutiques
Les bienfaits thérapeutiques des eaux salées thermales de Lons sont recommandées pour le thermalisme, la rhumatologie, le dermatologie, la stomatologie, la traumatologie, les séquelles ostéoarticulaires, l'arthrose, l'énurésie, les troubles du développement chez l'enfant, l'otorhinolaryngologie (ORL) ...